# Карл Фінк
Карл Фінк (нім. Carl Fink; 16 грудня 1886, Берлін — 4 квітня 1969, Карлсруе) — німецький офіцер, генерал-майор люфтваффе (1 червня 1943).

## Біографія
23 лютого 1907 року поступив на службу в 35-й фузілерний полк. Учасник Першої світової війни, служив у авіації. 31 березня 1920 року вийшов у відставку.
1 лютого 1935 року вступив у люфтваффе, консультант технічного управління Імперського міністерства авіації. З 16 грудня 1939 року — начальник 3-го відділу інспекції озброєнь Імперського міністерства озброєнь і боєприпасів. З 9 червня 1941 року — військовий комендант в Харківській області. В лютому 1942 року відкликаний в Берлін і призначений командиром 11-го (Ганноверського) відділу інспекції озброєнь. З березня 1943 року — інспектор озброєнь району Магдебург-Дессау-Галле. В кінці війни переданий в розпорядження 12-ї армії. 8 травня 1945 року взятий в полон американськими військами. Звільнений 1 грудня 1946 року.

## Нагороди
- Залізний хрест 2-го і 1-го класу
- Нагрудний знак пілота-спостерігача (Пруссія)
- Королівський орден дому Гогенцоллернів, лицарський хрест з мечами
- Почесний хрест ветерана війни з мечами
- Медаль «За вислугу років у Вермахті» 4-го і 3-го класу (12 років)
- Хрест Воєнних заслуг 2-го і 1-го класу з мечами